# Хосе Еміліо Пачеко
Хосе Еміліо Пачеко Берні (30 червня 1939 — 26 січня 2014) — мексиканський поет, есеїст, прозаїк-романіст і автор оповідань. Його вважають одним із найбільших мексиканських поетів другої половини 20 століття. Берлінський міжнародний літературний фестиваль назвав його «одним із найвизначніших сучасних латиноамериканських поетів». У 2009 році він був удостоєний премії Сервантеса за свою літературну творчість.
Він викладав в UNAM, а також в Університеті Меріленда, Коледж-Парку, Університеті Ессекса та багатьох інших у Сполучених Штатах, Канаді та Великій Британії.
Помер 2014 року у віці 74 років після зупинки серця.

## Нагороди
Премія Сервантеса (2009), Премія королеви Софії (2009), Премія Федеріко Гарсіа Лорки (2005), Премія Октавіо Паса (2003), Премія Пабло Неруди (2004), Премія Рамона Лопеса Веларде (2003), Міжнародна премія Альфонсо Реєса (2004), Національна літературна премія імені Хосе Фуентеса Мареса (2000), Національна поетична премія імені Хосе Асунсьона Сільви (1996), премія Ксав'є Вільяуррутіа.
2013 року нагороджений «Золотим вінком» фестивалю «Струзькі вечори поезії» у Струзі, Македонія.
28 березня 2006 року його одноголосно обрали членом Мексиканської академії мови (Academia Mexicana de la Lengua). Він був членом Національного коледжу (El Colegio Nacional) з 1986 року.

## Твори
Поезія
- Los elementos de la noche (1963)
- El reposo del fuego (1966)
- No me preguntes cómo pasa el tiempo (1970)
- Irás y no volverás (1973)
- Islas a la deriva (1976)
- Desde entonces (1979)
- Los trabajos del mar (1983)
- Miro la tierra (1987)
- Selected Poems, ed. George McWhirter (1987, in English)
- Ciudad de la memoria (1990)
- El silencio de la luna (1996)
- City of Memory and Other Poems, trans. David Lauer, Cynthia Steele (1997, in English)
- La arena errante (1999)
- Siglo pasado (2000)
- Tarde o temprano: Poemas 1958—2009 (2009, Complete Poetry)
- Como la lluvia (2009)
- La edad de las tinieblas (2009)
- El espejo de los ecos (2012)

Роман і оповідання
- El viento distante y otros relatos (1963)
- Morirás lejos (1967)
- El principio del placer (1972)
- La sangre de Medusa (1977)
- Las batallas en el desierto (1981)
- Battles in the Desert & Other Stories, trans. Katherine Silver (1987, in English)